# Eszter Rendessy
Eszter Júlia Rendessy (9 de diciembre de 2002) es una deportista húngara que compite en piragüismo en la modalidad de aguas tranquilas.
Ganó dos medallas en el Campeonato Mundial de Piragüismo, en los años 2022 y 2023, y tres medallas en el Campeonato Europeo de Piragüismo, en los años 2022 y 2024.

## Palmarés internacional
| Campeonato Mundial | Campeonato Mundial   | Campeonato Mundial | Campeonato Mundial |
| Año                | Lugar                | Medalla            | Competición        |
| ------------------ | -------------------- | ------------------ | ------------------ |
| 2022               | Halifax (Canadá)     | Medalla de plata   | K1 1000 m          |
| 2023               | Duisburgo (Alemania) | Medalla de bronce  | K1 1000 m          |
| Campeonato Europeo |                      |                    |                    |
| Año                | Lugar                | Medalla            | Competición        |
| 2022               | Múnich (Alemania)    | Medalla de oro     | K2 1000 m          |
| 2022               | Múnich (Alemania)    | Medalla de plata   | K1 500 m           |
| 2024               | Szeged (Hungría)     | Medalla de plata   | K1 1000 m          |